# Casa Marquès
|  | Vegeu altres significats a Palau del Marquès d'Alfarràs (desambiguació) |

La casa Marquès és un edifici d'estil gòtic de Camprodon (Ripollès).
Es diu que l'any 1620 aproximadament es comença a construir la Casa Ribes, Casal o Palau de la Família Ribes pel Senyor Pere Ribes, propietari d'una farga a Setcases. La Vila de Camprodon li va atorgar el títol nobiliari local de Burgès Honrat. Posteriorment la finca passà a ser propietat del seu net, Marquès del Farràs, d'on li ve el nom de Cal Marquès.
Entre l'any 1639 i 1689 s'amplia la Casa Marquès i es construeix el pont del carrer de la Trigona, d'aquesta manera s'uneix la casa amb la tribuna del Marquès des d'on pot escoltar la missa que es fa a l'Església del Carme sense necessitat d'anar fins al temple.
El 1718 a Camprodon hi ha 960 habitants aproximadament, i l'any 1793 es comença a ocupar la població per les tropes de l'Exèrcit Francès en el decurs de la Guerra Gran i el Palau de la Casa Marquès és bombardejat amb bales de pedra, incendiat i en gran part, fins i tot ensorrat.
L'escut de la casa sol ser familiar per a molts visitants de Camprodon, i això es deu al fet que la família del Marquès d'Alfarràs també fa construir el Palau del Marquès d'Alfarràs a Horta i el Parc del Laberint d'Horta a Barcelona.
Construcció de planta rectangular estructurada interiorment en tres crugies perpendiculars a la façana principal seguint la disposició clàssica de la casa rural catalana, especialment la més gòtica que la renaixentista o d'època barroca. Tot i això, certs ritmes són propis de la tipologia dels palaus posteriors al gòtic. Les parets portants són de pedra irregular amb carreus a les cantonades i emmarcant les obertures. La porta principal té forma d'arc de mig punt fet amb grans dovelles que l'emmarquen. Les llindes de les finestres estan fetes amb pedra d'una sola peça i guardapols emmotllurat, amb l'ampit fets de carreus que suporten el trenca aigües d'una peça emmotllurat. Sobre la porta principal hi ha un escut. A la part posterior hi ha un afegit del qual surt un pont cobert que uneix l'església del Carme i l'edifici per sobre el carrer de la Trigona.
L'any 1986 l'edifici constava com en desús i del que només en quedaven les parets mestres i elements de pedra de les obertures a les façanes. A l'interior només quedaven les parets estructurals, "tot cobert d'herba".
A finals del Segle XX i començant el Segle XXI; la Casa Marquès es rehabilita, es fan pisos residencials a la part alta i en els seus baixos es construeix un Restaurant. Segons l'acta 2014/8 de l'Ajuntament de Camprodon, s'aproven les obres per a rehabilitar el costat oest de l'edifici a fi de destinar-lo al nou emplaçament del museu De la Retirada.

## Galeria

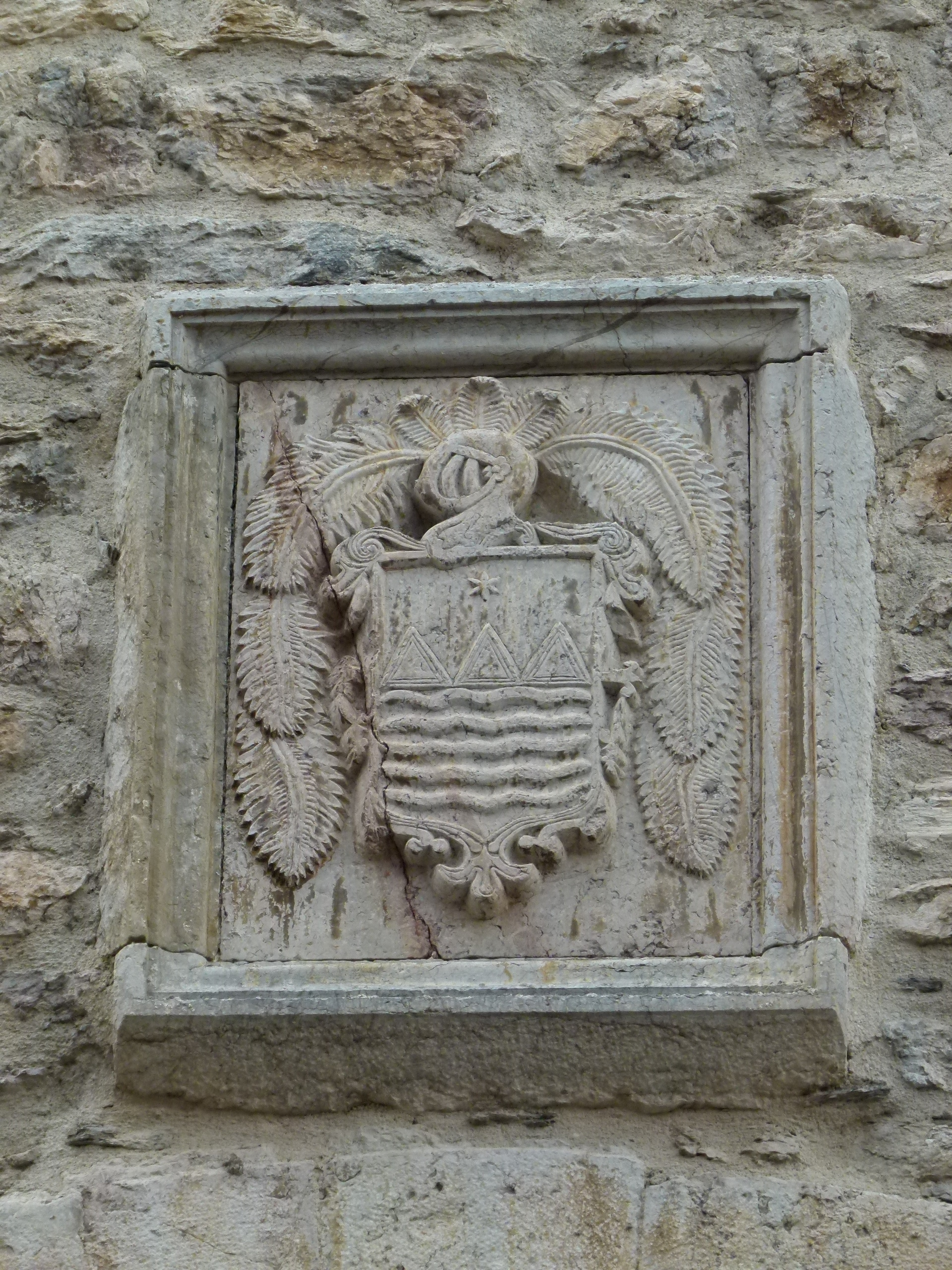
Escut
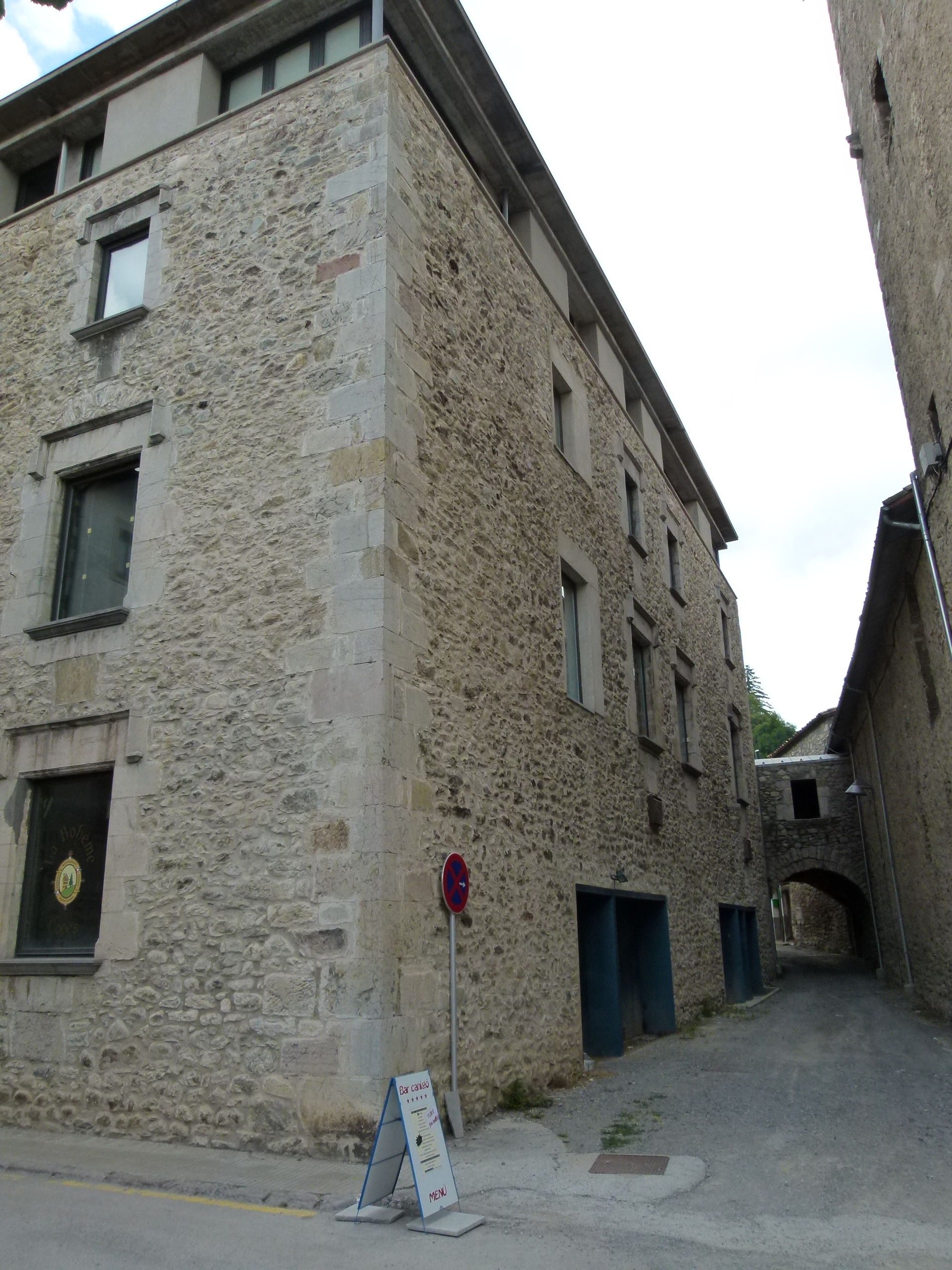
Pont sobre el carrer de la Trigona
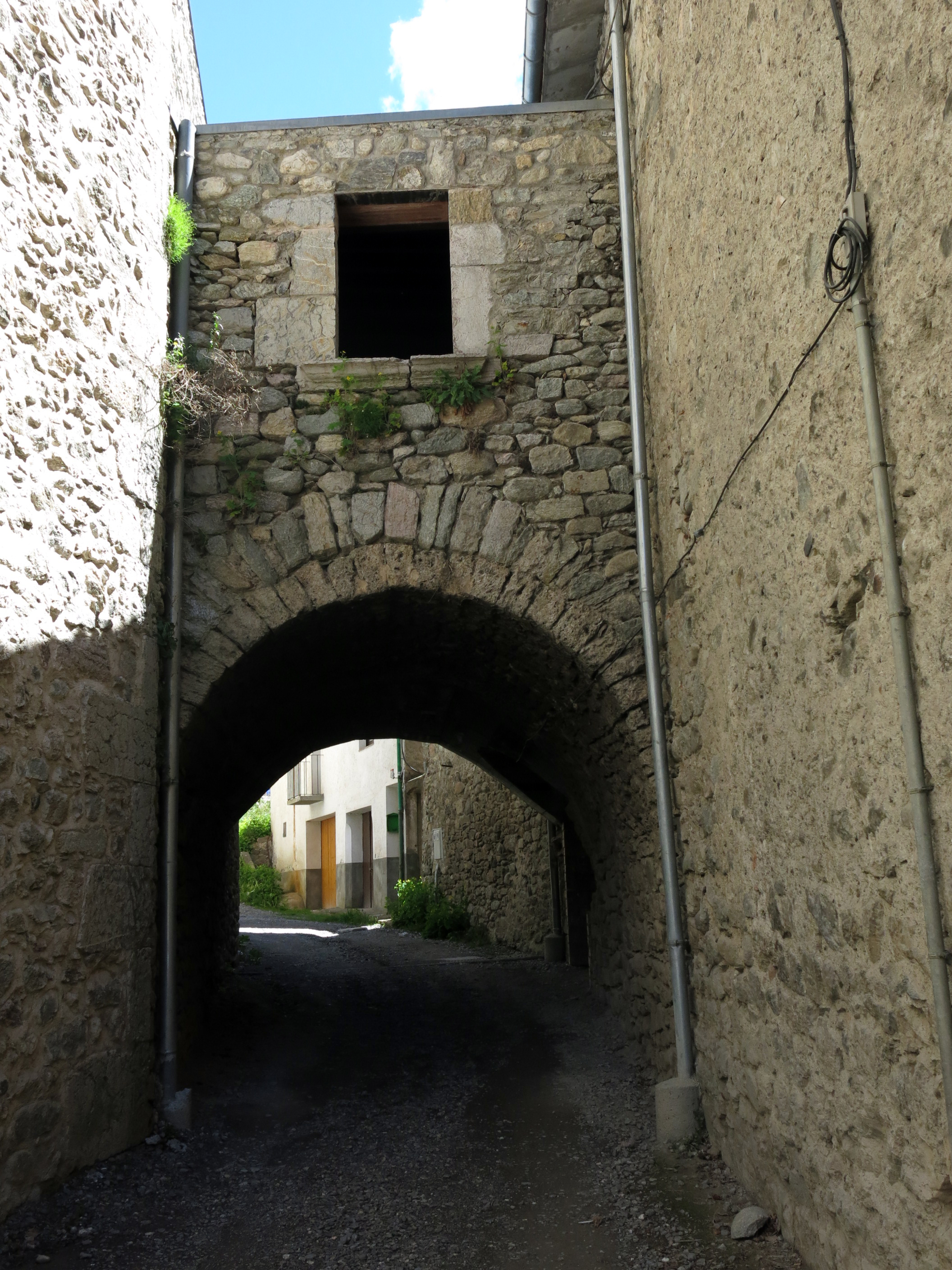
Pont a l'església del Carme
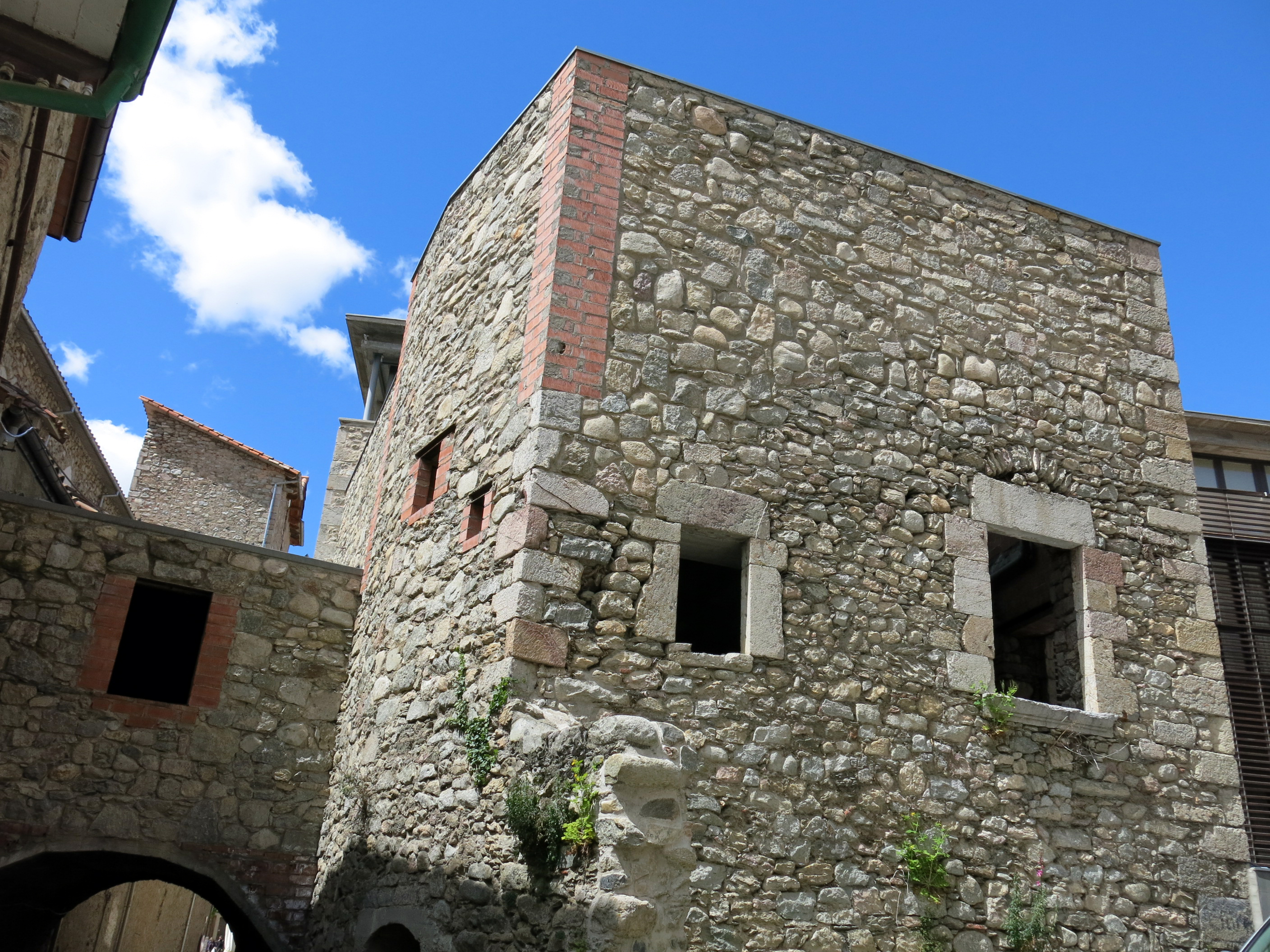
Façana est
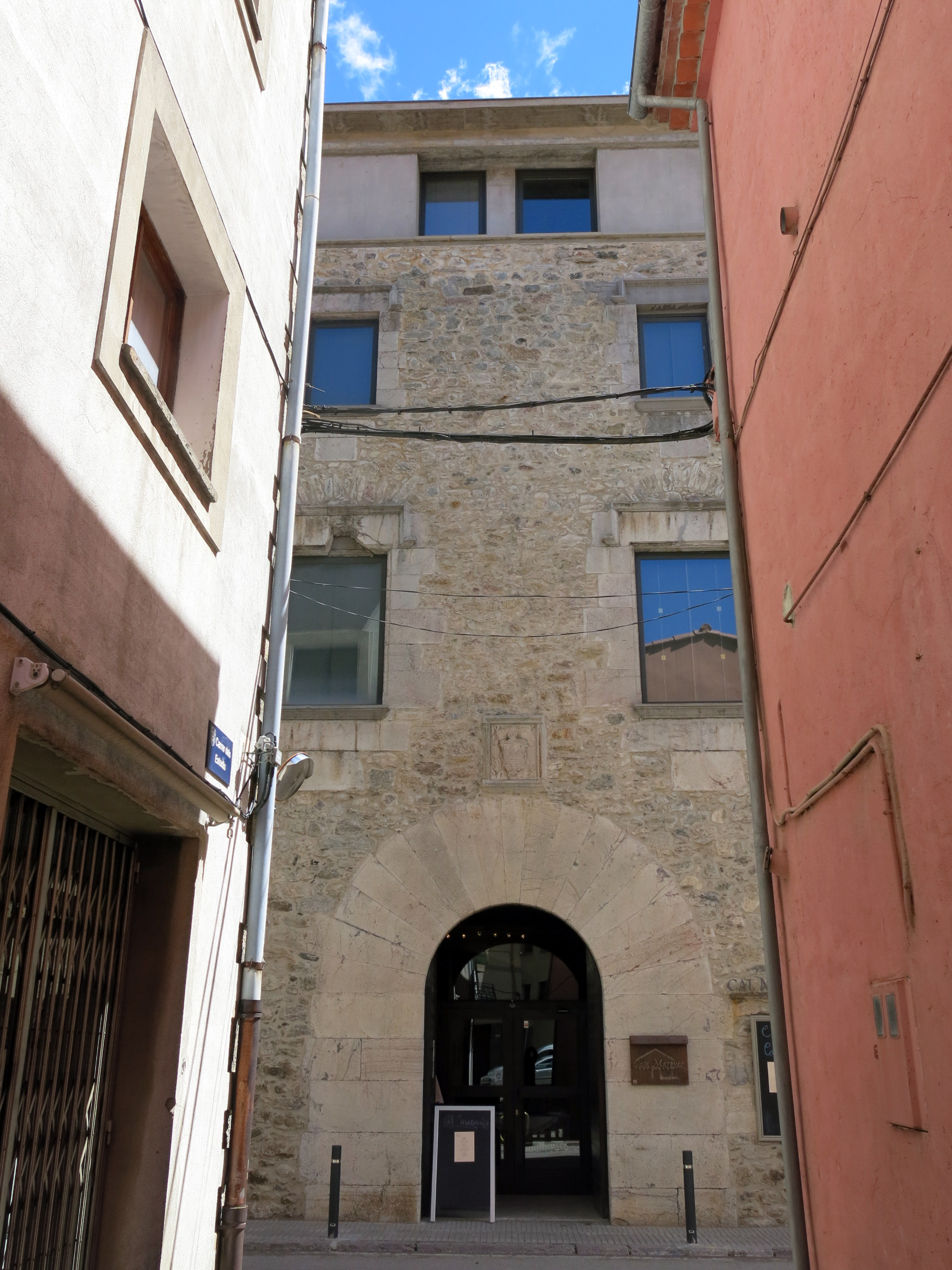
Des del carrer dels estudis
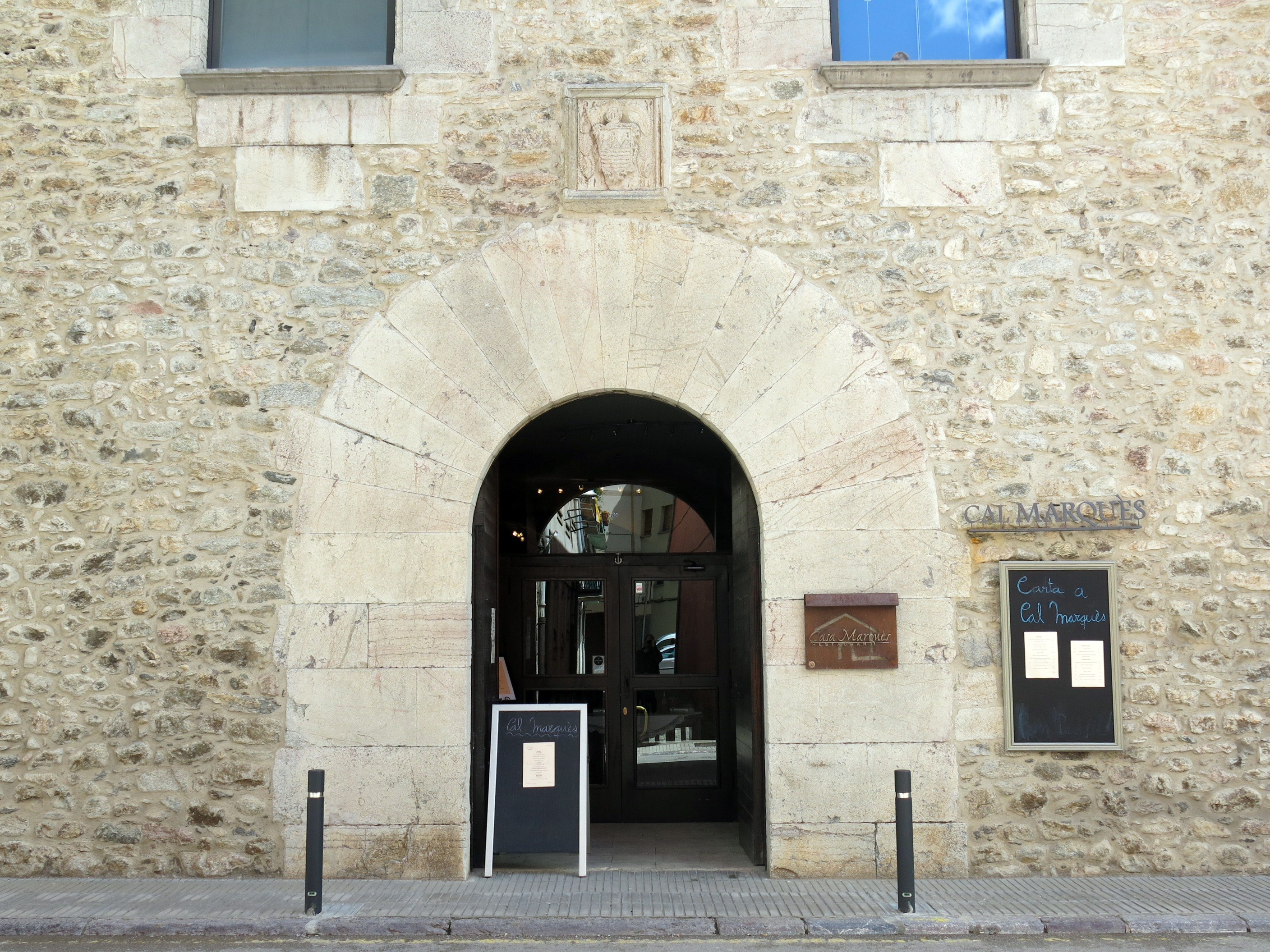
Portal (entrada al restaurant)
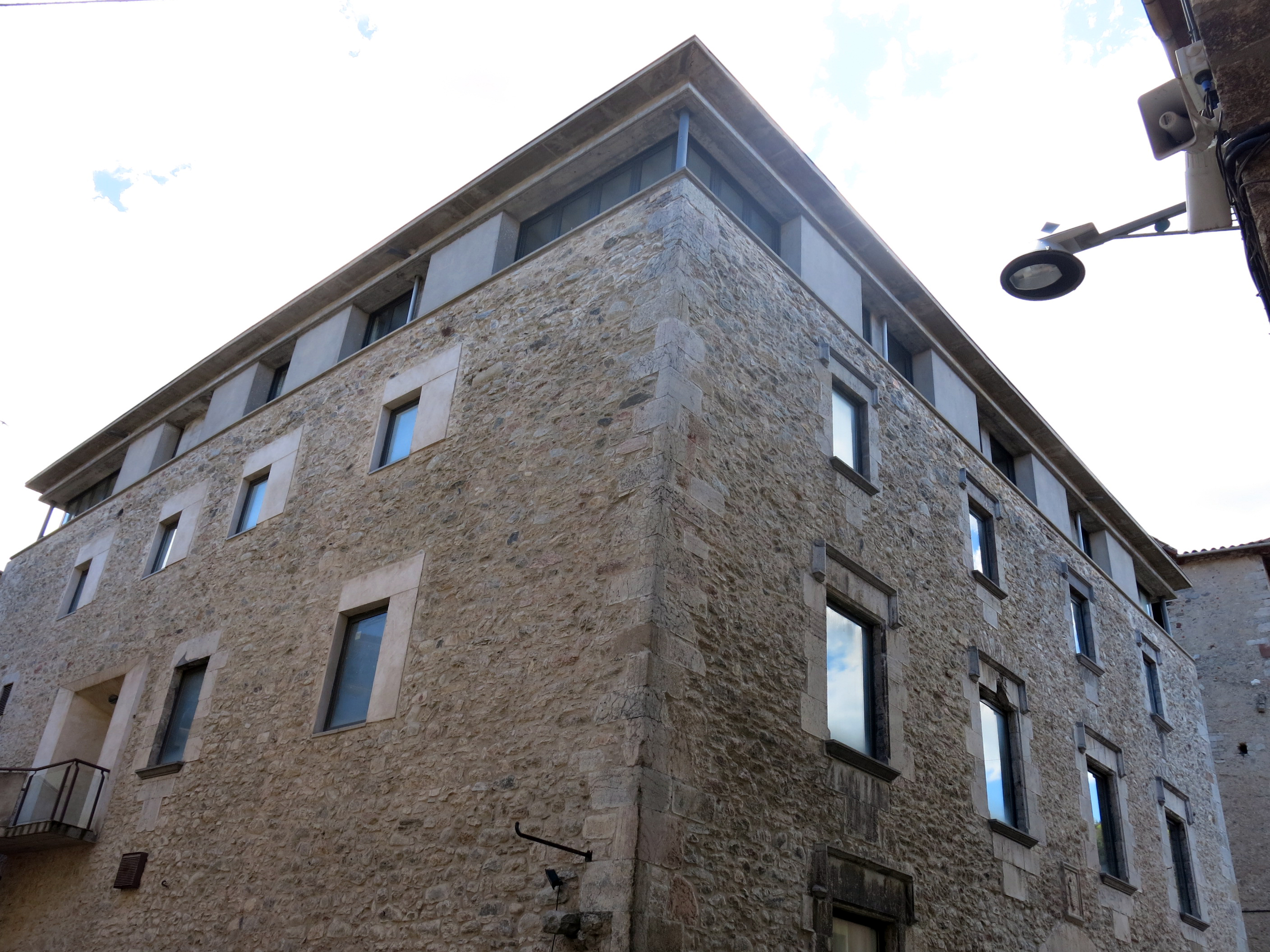
Angle nord-oest
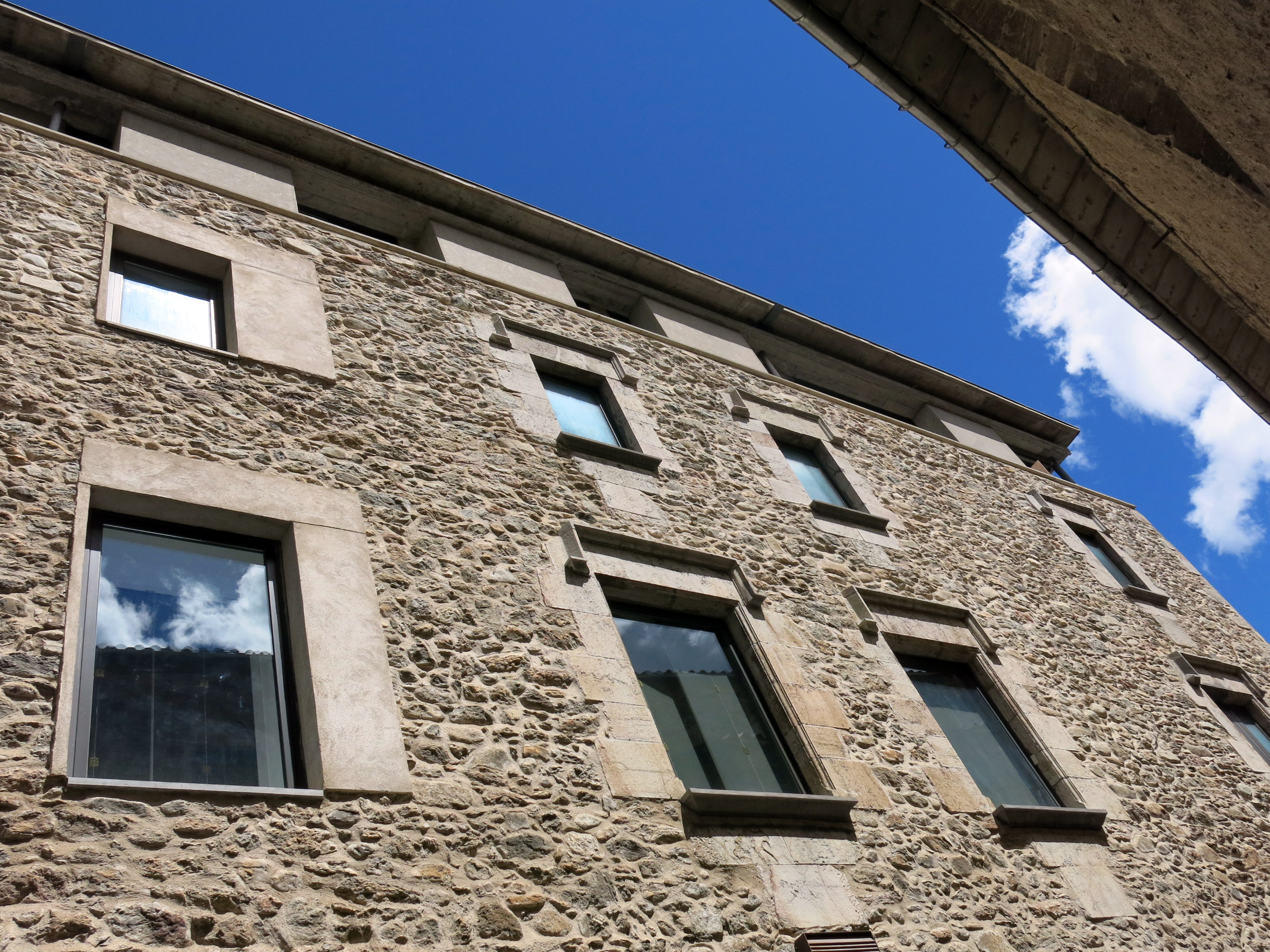
Façana sud
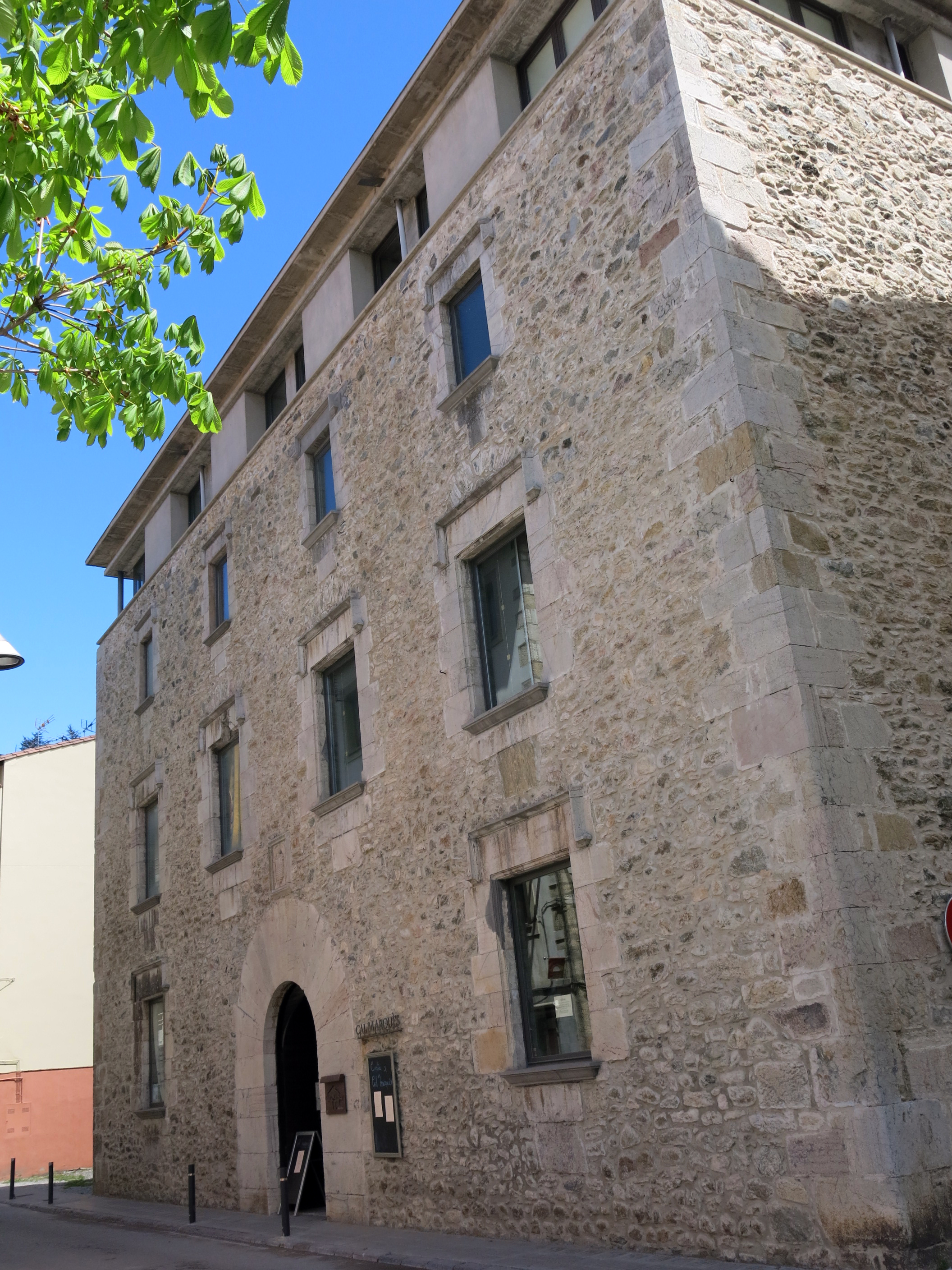
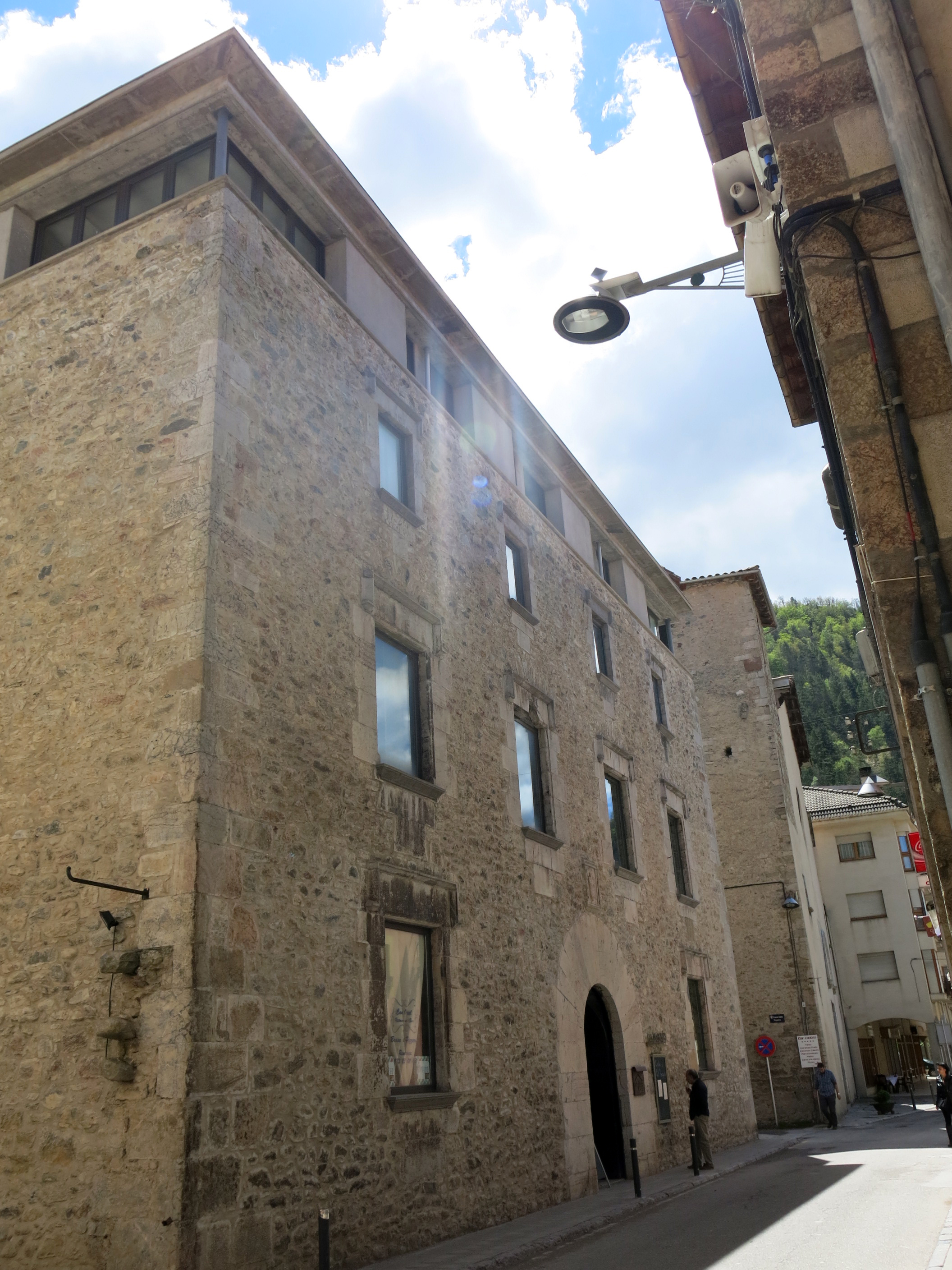